# Erik Bouveng
Erik Bouveng, född den 26 april 1885 i Vassunda församling, Stockholms län, död den 12 april 1939 i Stockholm, var en svensk militär och kartograf.
Bouveng avlade sjöofficersexamen 1906. Han blev underlöjtnant vid flottan samma år, löjtnant 1908 och kapten 1917. Bouveng genomgick Sjökrigshögskolan 1911–1912. Han befordrades till kommendörkapten av andra graden 1931 och av första graden i reserven 1936. Bouveng blev chef för Sjökarteverket 1931. Han blev ledamot av Örlogsmannasällskapet 1931 och av Krigsvetenskapsakademien 1932. Bouveng blev riddare av Svärdsorden 1927, av Vasaorden 1931 och av Nordstjärneorden 1937. Han vilar på Galärvarvskyrkogården i Stockholm.